# Tam tạng
Tam tạng (chữ Hán: 三藏; tiếng Phạn: त्रिपिटक，tripiṭaka；tiếng Pali: Tipiṭaka) là thuật ngữ truyền thống để chỉ tổng tập kinh điển Phật giáo. Tùy theo mỗi truyền thống Phật giáo sẽ tồn tại những bộ Tam tạng tương ứng như Tam tạng Pali được duy trì bởi truyền thống Theravāda ở Sri Lanka và Đông Nam Á, Tam tạng Hán ngữ được duy trì bởi truyền thống Phật giáo Đông Á và Tam tạng Tạng ngữ được duy trì bởi truyền thống Phật giáo Tây Tạng. Những bộ Tam tạng này giữ vị trí quan trọng nhất trong thế giới Phật giáo đương đại. Ngoài ra, còn tồn tại những bộ tổng tạng được phiên dịch sang ngôn ngữ địa phương. .
Trong lịch sử, Tam tạng được sử dụng như một thuật ngữ chung cho các bộ tổng tạng tông phái Phật giáo khác nhau, dù sự phân chia chung của chúng không hoàn toàn phù hợp với sự phân chia nghiêm ngặt thành ba tạng như truyền thống. Trong một thời gian dài, thuật ngữ Đại tạng kinh được xem là tương đương với thuật ngữ Tam tạng theo truyền thống (Đại tạng Pali, Đại tạng Hán văn, Đại tạng Tạng văn). Tuy nhiên, các học giả hiện đại chỉ ra rằng cách đặt tên như thế là sai lệch vì Đại tạng kinh thực tế có quy mô lớn hơn nhiều so với Tam tạng. Do các phiên bản Đại tạng Hán văn có số lượng lớn nhất, với các phiên bản Càn Long tạng, Gia Hưng tạng..., một số học giả phương Tây thường dùng thuật ngữ Đại tạng kinh theo nghĩa hẹp để chỉ riêng các bộ tổng tạng chữ Hán, sử dụng phổ biến ở Đông Á và Việt Nam. Sự khác biệt lớn nhất giữa hái niệm Tam tạng và Đại tạng chính là Đại tạng kinh không chỉ bao gồm Tam tạng với các kinh văn A-hàm (Āgama), Tỳ-nại-da (Vinaya) và A-tì-đạt-ma (Abhidharma) từ các bộ phái Phật giáo sơ kỳ; mà còn bổ sung thêm các kinh điển Đại thừa và Mật thừa, các tập du ký, kinh văn bản địa, từ điển chú giải, cũng như tiểu sử các cao tăng.

## Từ nguyên
Tripiṭaka (tiếng Phạn: त्रिपिटक), hay Tipiṭaka (trong tiếng Pāli), có nghĩa là "Ba cái giỏ". Nó là từ ghép tiếng Phạn của tri (त्रि) hoặc từ Pāli ti, nghĩa là "ba", và piṭaka (पिटक) hoặc piṭa (पिट), nghĩa là "cái giỏ". Theo truyền thống, nó hàm chỉ đến phương pháp phân loại kinh điển Phật giáo thành 3 phần tạo thành kinh điển Phật giáo, gồm: Kinh tạng (zh. 經藏, sa. sūtra-piṭaka, pi. sutta-piṭaka), gồm các bài giảng của chính đức Phật hoặc các đại đệ tử; Luật tạng (zh. 律藏; sa., pi. vinaya-piṭaka) chứa đựng lịch sử phát triển của Tăng-già cũng như các giới luật của người xuất gia; và Luận tạng (zh. 論藏, sa. abhidharma-piṭaka, pi. abhidhamma-piṭaka), chứa đựng các kiến thức về phương pháp luận triết học Phật giáo.
Truyền thống Phật giáo Hán truyền còn sử dụng thuật ngữ "Tam tạng" (三藏) như một danh hiệu danh dự cho những vị cao tăng tinh thông kinh điển Tam tạng. Theo đó, những vị thông thạo cả Kinh, Luật, Luận, thường được xưng tụng là Tam tạng pháp sư (三藏法师) hoặc Tam tạng trì giả (三藏持者). Vị Tam tạng pháp sư nổi tiếng nhất là cao tăng Trần Huyền Trang đời nhà Đường, người đã hành hương đến Ấn Độ để nghiên cứu và mang kinh điển Phật giáo trở về Trung Quốc. Do ảnh hưởng của tiểu thuyết Tây du ký, nhiều người hiểu lầm danh xưng "Đường Tam Tạng" chính là tên của nhà sư Huyền Trang.

## Lược sử

### Hình thành
Theo truyền thống Phật giáo, ngay sau khi Đức Phật nhập diệt, 500 đệ tử cao đệ của Ngài, dưới sự lãnh đạo của Ma-ha Ca-diếp, đã tổ chức kết tập nhằm đúc kết lại những lời dạy của thầy. Tại lần kết tập này, Ưu-bà-li tụng về Luật và A-nan-đà tụng về Pháp. Nếu như phần Kinh tạng gần như hoàn chỉnh, thì phần giới luật chỉ mới là những tập hợp rời rạc mà truyền thống Phật giáo Hán truyền gọi là Bát thập tụng luật (八十誦律). Khoảng 100 năm sau, các trưởng lão của Tăng đoàn đã tổ chức kết tập lần thứ hai, hoàn chỉnh thêm phần Luật tạng.
Mặc dù tất cả 6 truyền thống giới luật Phật giáo còn sót lại đều có ghi chép, toàn bộ hoặc một phần, về các kỳ kết tập thứ nhất và thứ hai, nhưng hầu hết các học giả hiện đại đều đặt câu hỏi về tính lịch sử của những lần kết tập đầu tiên này. Trong khi đó, các ghi chép về kỳ kết tập thứ ba lại có sự khác biệt đáng kể giữa các tài liệu. Tuy nhiên, hầu hết chúng đều thống nhất rằng nó đã được diễn ra tại Pataliputra, kinh đô của hoàng đế Ashoka bấy giờ. Phần tạng Luận, tập hợp từ các phần A-tì-đạt-ma, cũng được hệ thống hóa và trở thành phần thứ 3 trong Tam tạng. Các học giả hiện đại cũng ghi nhận kỳ kết tập thứ ba đánh dấu sự hình thành hệ kinh điển bằng chữ viết thay cho hình thức khẩu truyền trước đó, cũng như sự ra đời của các phái bộ truyền giáo. Kỳ kết tập này cũng ghi dấu mốc chính thức mở đầu thời kỳ Phật giáo Bộ phái dẫn đến sự hình thành các bộ phái cũng như các hệ tổng tạng kinh điển khác nhau sau đó.

### Các thành phần
Luật tạng
Giai đoạn đầu hình thành Tăng đoàn, Đức Phật Thích-ca Mâu-ni đã đưa ra những khuyến cáo những việc xấu nên tránh và những việc tốt nên làm, nhằm định hướng mục tiêu cho các đệ tử theo đuổi để đạt đến Niết-bàn. Những khuyến cáo đó được gọi là Thi-la (शील, sa. Śīla; pi. Sīla; zh. 戒, Giới), mang tính chất khuyến khích mọi người theo đuổi nó càng nhiều càng tốt tùy theo khả năng, hoàn cảnh và phán đoán của chính họ. Khi Tăng đoàn phát triển lớn số lượng tăng nhân, Đức Phật bắt đầu chế định những cách thức sinh hoạt trong cộng đồng tăng đoàn. Những chế định quan trọng nhất được tập hợp thành các bài kệ, và chúng được đọc trong các buổi Uposatha để nhắc nhở tăng chúng, hình thành các Tỳ-nại-da (विनय, sa., pi. Vinaya; zh. 律, Luật). Khác với Thi-la mang tính chất tự giác, Tỳ-nại-da mang tính chất chế tài. Những tăng nhân nào không tuân thủ sẽ bị Tăng đoàn trừng phạt tùy theo mức độ nghiêm trọng của vụ việc, lỗi nhẹ có thể sám hối trước tăng chúng, lỗi nặng sẽ bị trục xuất khỏi Tăng đoàn. Cả hai thành phần này thường đi chung với nhau trong đời sống tăng đoàn, nên thường được gọi chung là những giới luật.
Truyền thống Phật giáo đều cho rằng, giới luật được hệ thống ngay từ kỳ kết tập thứ nhất, do tôn giả Ưu-bà-ly tuyên đọc, tập hợp tất cả các giới luật từng được Đức Phật chế ra, gồm các quy tắc và quy định, hoặc luân lý và đạo đức, của đời sống tu sĩ, từ quy định về trang phục và chế độ ăn uống đến các điều cấm đối với một số hành vi cá nhân. Sau kỳ kết tập thứ hai, vì quan điểm khác nhau về giới luật, nên các bộ phái Phật giáo bị chia rẽ, Tăng đoàn của các bộ phái khác nhau đều có giới luật riêng, hình thành Luật tạng đặc thù của từng bộ phái.
Theo các nhà nghiên cứu hiện đại, Luật tạng dường như đã phát triển dần dần như một bản phân tích cho các quy tắc tu viện (Prātimokṣa), giả định trước một sự chuyển đổi từ một cộng đồng hành khất lang thang (thời kỳ Sūtra Piṭaka) sang một cộng đồng tu sĩ ít vận động hơn (thời kỳ Vinaya Piṭaka). Chính sự cách biệt về mặt địa lý là yếu tố quan trọng hình thành sự khác biệt về giới luật. Truyền thống Thượng tọa bộ phụng hành Luật tạng Pali, xuất phát từ Luật tạng của Xích đồng diệp bộ. Truyền thống Đại thừa phụng hành theo Bồ tát giới, rải rác trong các kinh, luận Đại thừa như Du-già sư địa luận (phần "Bồ tát địa", giới phẩm), Phạm võng Bồ tát giới kinh, Hư không tạng Bồ tát kinh... Truyền thống Tạng truyền thì phụng hành Luật tạng của Căn bản thuyết nhất thiết hữu bộ (xuất xứ từ Thuyết nhất thiết hữu bộ).
Truyền thống Phật giáo Hán truyền trước thời nhà Đường có 3 truyền thống phụng hành Luật tạng, gồm Tứ phần luật (từ Pháp Tạng bộ), Thập tụng luật (từ Thuyết nhất thiết hữu bộ) và Ma-ha-tăng-kỳ luật (từ Đại chúng bộ). Về sau, do sự ủng hộ của đại sư Đạo Tuyên và các đệ tử, luật Tứ phần được đánh giá là "phân thông Đại thừa" (分通大乘), nên từ thời Đường, nghiên cứu về luật Tứ phần đã trở thành xu hướng chủ đạo, được xưng là "Nam Sơn luật học" hoặc "Tứ phần luật tông". Đạo Tuyên cũng được xưng tụng là Sơ tổ của Luật tông Trung Quốc.
Kinh tạng
Trong cuộc đời hoằng pháp của mình (khoảng 40 hoặc 45 năm tùy theo truyền thống Phật giáo), Đức Phật Thích-ca Mâu-ni đã giảng thuyết với số lượng bài giảng đồ sộ ở dạng cách ngôn hoặc tường thuật. Sau khi Ngài nhập diệt, các đệ tử đã kết tập chúng ngay trong kỳ kết tập thứ nhất, nhằm bảo tồn trọn vẹn những giáo thuyết của thầy mình. Những bài giảng ấy được gọi chung là Tu-đa-la (सूत्र, sa. Sūtra; pi. Sutta; zh. 經, Kinh), theo truyền thống, do thị giả của Đức Phật là A-nan tụng đọc, được các trưởng lão duy trì bằng cách truyền khẩu qua nhiều thế hệ trước khi được lập thành văn tự vào thế kỷ thứ nhất trước Công nguyên. Trong suốt quá trình đó, các kinh văn liên tục được điều chỉnh và bổ sung, nên ngay cả trong King tạng cũng có thể tìm thấy những kinh văn cũ hơn và muộn hơn.
Trong kinh điển Pali, Kinh tạng được phân thành các Bộ kinh (pi. nikāya), gồm 5 phần: Trường Bộ kinh (pi. dīgha-nikāya), Trung Bộ kinh (pi. majjhima-nikāya), Tương ưng Bộ kinh (pi. saṃyutta-nikāya), Tăng chi Bộ kinh (pi. aṅguttara-nikāya), và Tiểu Bộ kinh (pi. khuddaka-nikāya). Truyền thống Phật giáo Hán truyền chủ yếu sắp xếp phần Kinh tạng thành 4 A-hàm (sa. āgama), gồm Trường a-hàm (zh. 長阿含, sa. dīrghāgama), Trung a-hàm (zh. 中阿含, sa. mādhyamāgama), Tăng nhất a-hàm (zh. 增壹阿含, sa. ekottarikāgama), và Tạp a-hàm (zh. 雜阿含, sa. saṃyuktāgama). Ngoài ra, một số truyền thống bộ phái còn có thêm phần Tạp tạng, chứa các phần Pháp cú kinh, Xuất diệu kinh, Bản sự kinh, Bản sinh kinh... như là phần phụ lục của 4 bộ A-hàm.
Kinh điển Đại thừa còn bổ sung vào Kinh tạng các bộ kinh Đại thừa như Bát-nhã, Bảo tích, Đại tập, Hoa nghiêm, Niết-bàn, và các bộ kinh khác ngoài 5 bộ kinh chính trên (như Pháp hoa kinh, Duy-ma-cật sở thuyết kinh, Giải thâm mật kinh, Lăng-già kinh, A-di-đà kinh, Kim quang minh kinh...
Luận tạng
Thời Đức Phật tại thế, Ngài đã sử dụng một phương pháp luận mà Ngài gọi là A-tì-đạt-ma (अभिधम्म, sa. Abhidharma; pi. Abhidhamma) để truyền thụ chủ thuyết của mình, thông qua việc sử dụng các mẫu đề (sa. mātŗkā; pi. mātikā). Tuy nhiên, trong kỳ kết tập thứ nhất, các A-tì-đạt-ma chưa thực sự được tập hợp thành hệ thống riêng, mà vẫn còn nằm rải rác trong phần Kinh tạng. Những văn bản sớm nhất của Kinh điển Pali đã không đề cập đến các văn bản của Luận tạng. Theo các học giả hiện đại, niên đại nguồn gốc của Luận tạng thường được xác định vào khoảng thế kỷ thứ ba trước Công nguyên, xấp xỉ 100 đến 200 năm sau khi Đức Phật nhập diệt. Nó cũng được bổ sung phần Ưu-bà-đề-xá (उपदेश, sa. upadeśa; zh. 論議, Luận nghị), những bình luận và rút ra ý nghĩa từ kinh điển do chính Đức Phật thuyết giảng. Văn học A-tì-đạt-ma có thể bắt nguồn từ việc biên soạn và giải thích kinh điển, nhưng sau đó đã phát triển thành các học thuyết độc lập. Vì vậy, các học giả khẳng định A-tì-đạt-ma không phải là những lời của chính Đức Phật, mà là của các đệ tử và đại sư hậu thân.
Chính sự phát triển của những bộ luận giải như thế sau đó đã phát triển thành các bộ luận của các bộ phái khác nhau. Trong đó, hai bộ Luận tạng còn được bảo tồn gồm:
Luận tạng của Xích đồng diệp bộ có 7 bộ luận chính:
1. Pháp tập luận (Dhamma-saṅganī)
2. Phân biệt luận (Vibhaṅga)
3. Giới luận (Dhātu-kathā)
4. Nhân thi thiết luận (Puggala-paññatti)
5. Luận sự (Kathā-vatthu)
6. Song luận (Yamaka)
7. Phát thú luận (Paṭṭhāna)

Luận tạng của Thuyết nhất thiết hữu bộ cũng có 7 bộ:
1. Pháp uẩn luận (Dharma-skandha)
2. Tập dị môn luận (Saṃgīti-paryāya)
3. Thi thiết luận (Prajñapti)
4. Thức thân luận (Vijñānakāya)
5. Phẩm loại luận (Prakaraṇa)
6. Giới thân luận (Dhātukāya)
7. Phát trí luận (Jñāna-prasthāna)

Ngoài ra, các bộ luận khác đã được lưu truyền bao gồm Xá-lợi-phất A-tì-đàm luận (Śāriputrābhidharma) của Pháp Tạng bộ, tương truyền do Ma-ha Ca-diếp sáng tác từ thời D(ức Phật tại thế, nằm trong bộ Tạng thích (Petakopadesa). Hay như bộ Nghĩa thích và Vô ngại giải đạo của Đồng diệp bộ, tuy được xếp vào King tạng, nhưng nội dung lại thuộc thể loại Ưu-ba-đề-xá hoặc A-tì-đạt-ma.
Do các bộ Luận tạng lớn và khó hiểu, các thế hệ luận sư về sau đã phát triển nhiều tác phẩm "tập đại thành" cho mục đích toàn diện, chẳng hạn như Tạp tâm luận của Pháp Cứu, Thành thực luận của Ha-lê-bạt-ma, Câu-xá luận của Thế Thân, Thanh tịnh đạo luận của Phật Âm.
Các bộ luận quan trọng của Phật giáo Đại thừa gồm có Trung luận của Long Thọ, Bách luận và Tứ bách luận của Đề-bà, Du-già sư địa luận, Đại thừa Trang nghiêm kinh luận và Biện trung biên luận của Duy thức tông, Nhiếp Đại thừa luận của Vô Trước, Duy thức nhị thập luận và Duy thức tam thập tụng của Thế Thân, Bảo tính luận của Kiên Huệ...

### Truyền thống Bộ phái
Mặc dù có cùng nguồn gốc, nhưng mỗi bộ phái đều phát triển những các phiên bản Tam tạng kinh điển của riêng mình, mà theo Nghĩa Tịnh, chỉ khác nhau ở một số điểm dị biệt cố ý hoặc vô ý. Theo một số tài liệu, từ cách phân loại Tam tạng theo truyền thống, một vài bộ phái còn phát triển thành 5 hoặc 7 bộ tạng. Chẳng hạn theo ghi ghép trong Tam luận huyền nghĩa (三論玄義), kinh điển của Pháp Tạng bộ, ngoài Tam tạng, còn có thêm Bồ tát tạng và Chú tạng, hợp thành Ngũ tạng. Vãn kỳ Phật giáo Đại thừa cũng có tồn tại một cách phân loại Ngũ tạng, như ghi chép của Đại thừa Lý thú lục Ba-la-mật-đa kinh (大乘理趣六波羅蜜多經), ngoài Tam tạng, còn có Bát-nhã tạng, Đà-la-ni tạng, hợp thành Ngũ tạng.
Trong các ghi chép của mình, Nghĩa Tịnh từng lưu ý rằng mặc dù có rất nhiều bộ phái chính và nhánh phụ, nhưng các bộ phái này đều chia sẻ kinh điển Tam tạng của truyền thống mẹ (mà ông gọi là "bốn bộ phái truyền thừa chính" hoặc truyền thống "arya"). Tuy nhiên, điều này không có nghĩa là các nhánh bộ phái phụ khác nhau không sở hữu Tam Tạng độc đáo của riêng họ.
Sau chuyến du hành Ấn Độ, Nghĩa Tịnh được cho là đã mang về Trung Quốc 4 bộ Tam tạng của 4 bộ phái phi Đại thừa là Đại chúng bộ, Nhất thiết hữu bộ, Thượng tọa bộ và Chính lượng bộ. Huyền Trang sau đó cũng mang về ngoài 4 bộ Tam tạng của 4 bộ phái trên, còn mang thêm được 3 bộ Tam tạng của các bộ phái Pháp Tạng bộ, Ca-diếp bộ và Hóa địa bộ.
Dẫn theo AK Warder, nhà sử học Tây Tạng Bu-ston cho rằng vào khoảng hoặc trước thế kỷ thứ nhất, có 18 bộ phái Phật giáo, mà mỗi bộ phái đều có kinh điển Tam tạng của riêng mình được phiên âm thành văn tự. Tuy nhiên, ngoại trừ phiên bản của Thượng tọa bộ còn tồn tại đầy đủ và những phiên bản khác còn tồn tại một phần, tất cả các kinh văn của các bộ phái đều bị thất lạc trong lịch sử hoặc vẫn chưa được tìm thấy.
Đại chúng bộ
Theo Chân Đế (Paramārtha), 200 năm sau khi Đức Phật nhập diệt, phần lớn phái Đại chúng bộ (Mahāsāṃghika) đã di chuyển về phía bắc Rājagṛha, bị chia rẽ về việc liệu các kinh văn Đại thừa có nên được chính thức đưa vào Tam tạng của họ hay không. Theo đó, Đại chúng bợ chia thành ba nhánh dựa trên cách thức và mức độ tương đối chấp nhận thẩm quyền của các bản kinh văn Đại thừa này. Chân Đế viết rằng phái Kê-dận bộ (Kukkuṭika) không chấp nhận kinh Đại thừa là Buddhavacana ("Phật ngôn"), trong khi phái Thuyết xuất thế bộ (Lokottaravāda) và Nhất thuyết bộ (Ekavyāvahārika) lại chấp nhận kinh điển Đại thừa như là lời Phật dạy. Cũng trong thế kỷ thứ 6, tài liệu Avalokitavrata viết về Đại chúng bộ đã sử dụng thuật ngữ "Đại tạng kinh", sau đó được liên kết với các kinh Đại thừa như Bát-nhã-ba-la-mật-đa kinh (Prajñāparamitā) và Thập địa kinh (Daśabhūmika Sūtra).
Theo một số tài liệu, các bản A-tì-đạt-ma không được phái Đại chúng bộ xem là kinh điển. Tài liệu Đảo sử (Dīpavaṃsa) của Thượng tọa bộ ghi lại rằng Đại chúng bộ không có phần A-tì-đạt-ma. Tuy nhiên, các tài liệu khác lại chỉ ra tự tồn tại của những bộ Luận tạng như vậy, cụ thể là cả Pháp Hiển lẫn Huyền Trang đều có đề cập đến Luận tạng của Đại chúng bộ. Trên cơ sở bằng chứng văn bản cũng như bia ký ở Nāgārjunakoṇḍā, Joseph Walser kết luận rằng ít nhất một số nhánh Đại chúng bộ có lẽ đã có một tuyển tập A-tỳ-đạt-ma, và nó có thể bao gồm năm hoặc sáu quyển.
Phần Luật tạng của Đại chúng bộ đã được Phật-đà-bạt-đà-la (Buddhabhadra) và Pháp Hiển dịch ra Hán văn vào năm 416. Chúng hiện được bảo tồn và được xếp trong bộ Taishō Tripiṭaka, đánh số 1425.
Nhất thiết hữu bộ
Pháp Tạng bộ
Hóa Địa bộ
Ca-diếp bộ

### Các truyền thống phát triển
Kinh điển Pali
Kinh điển Hán văn
Kinh điển Tạng văn

## Hình ảnh

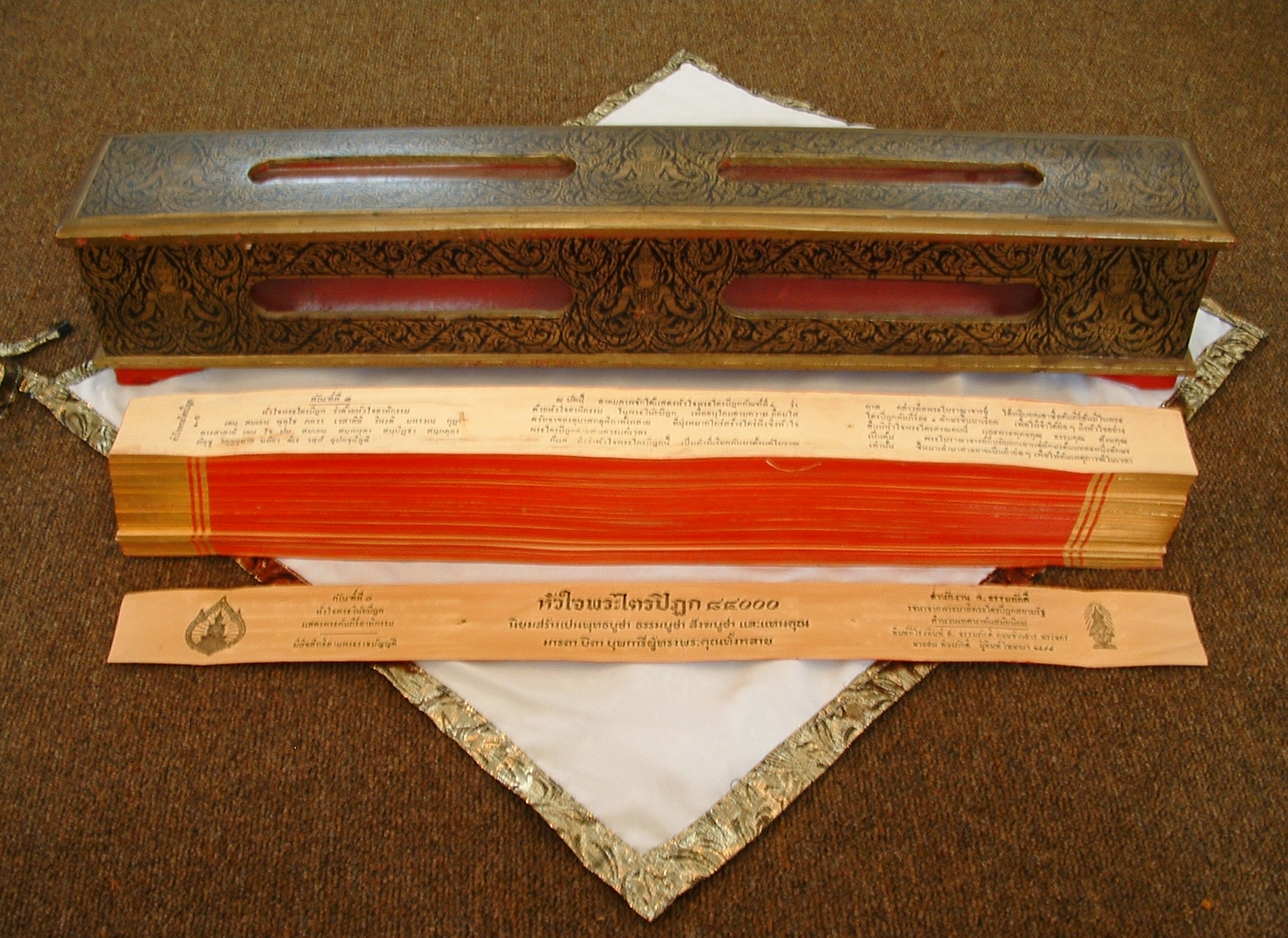
Bản thảo Tam tạng Thái Lan
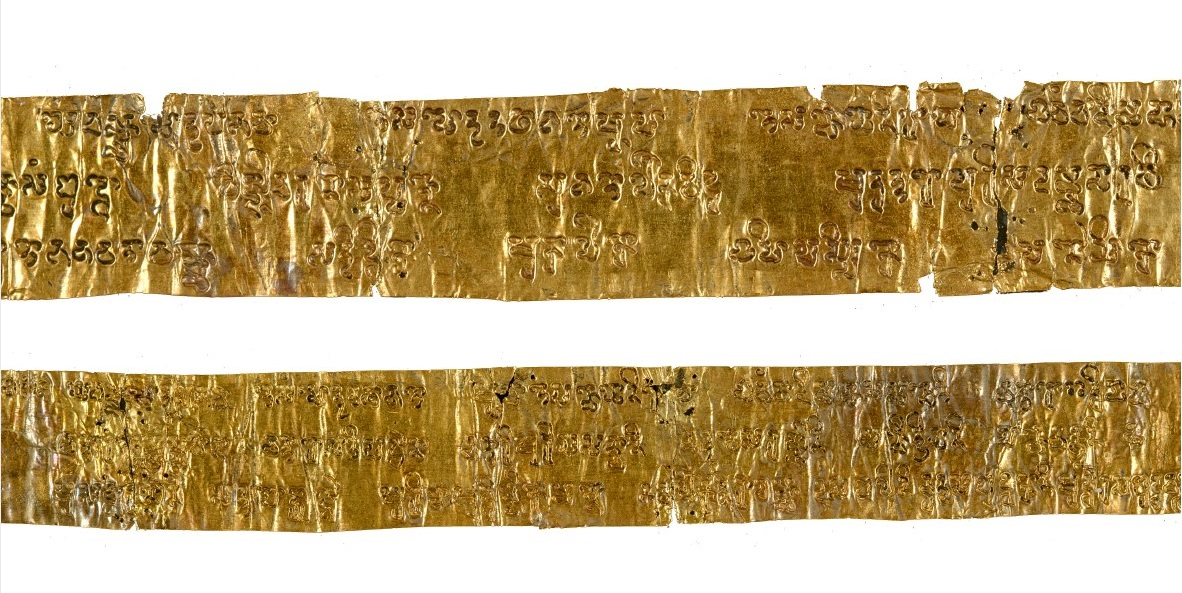
Bản thảo Tam tạng trên vàng lá (Myanmar)
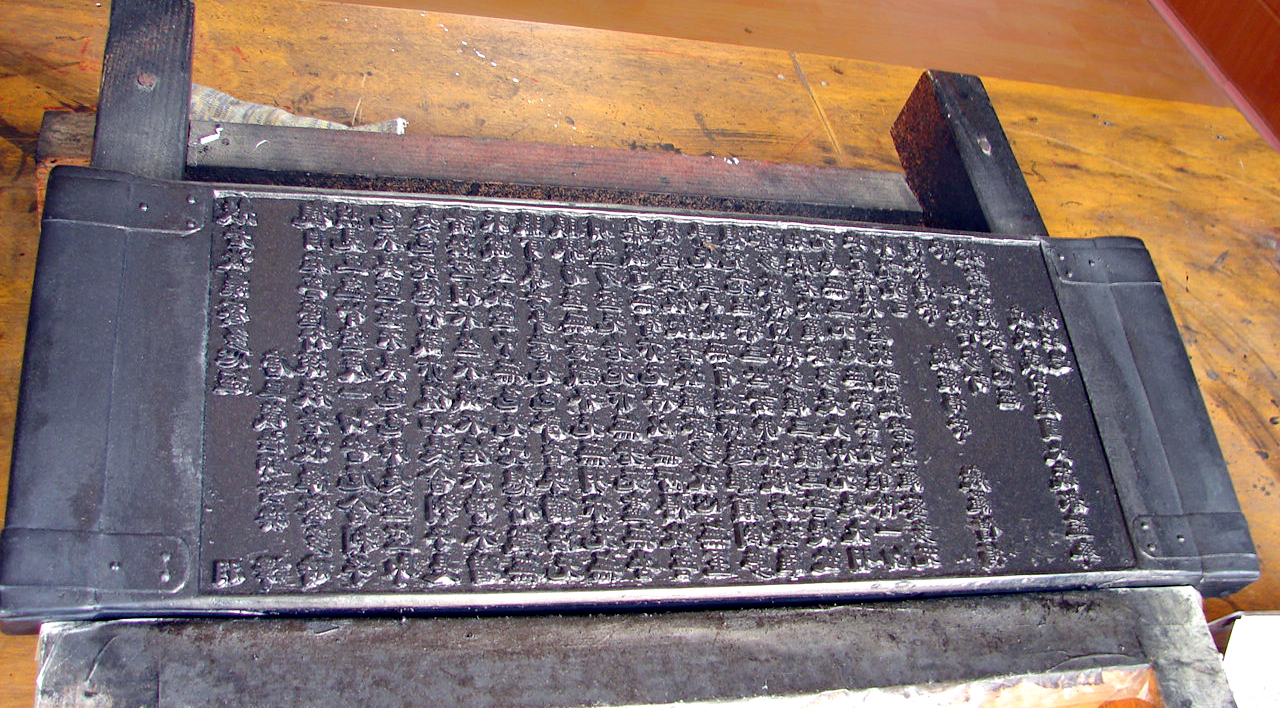
Mộc bản Đại tạng kinh bảo tồn tại Haeinsa, Hàn Quốc
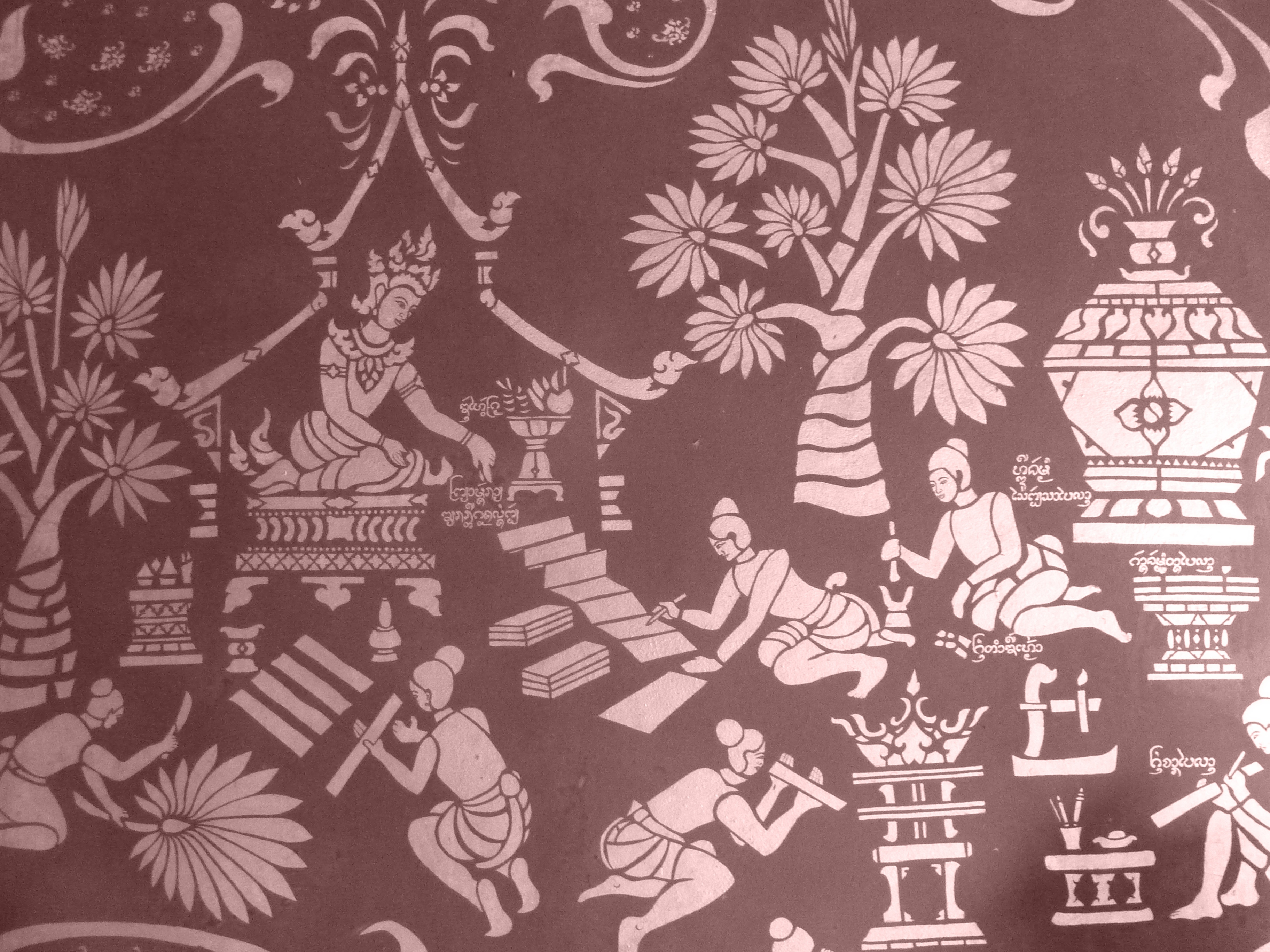
Tranh họa cảnh chép kinh tại Wat Chiang Man, Chiang Mai (Thái Lan)
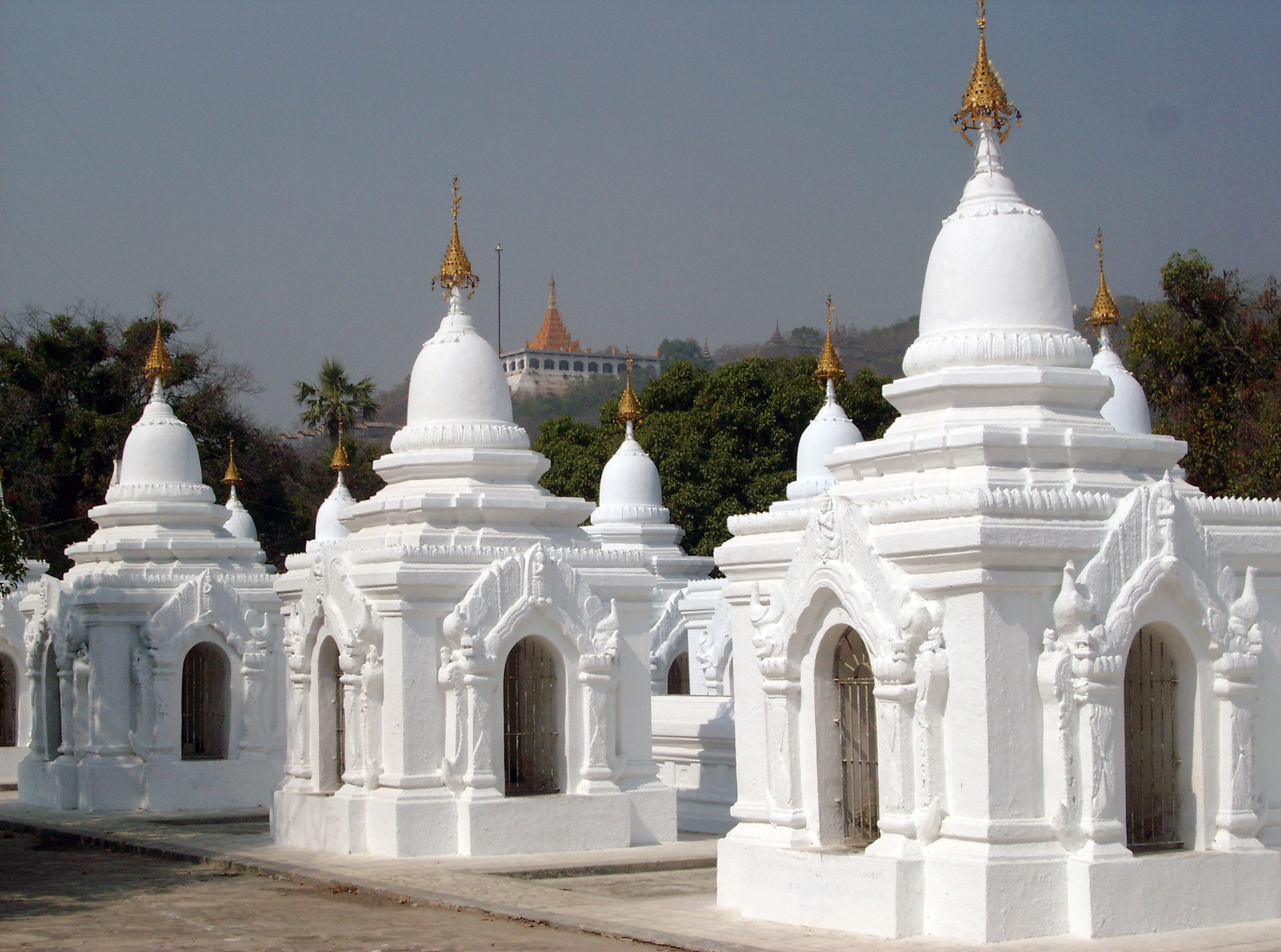
Chùa Kuthodaw (Mandalay, Myanmar), nơi có 729 stupa chứa các bia đá chép kinh
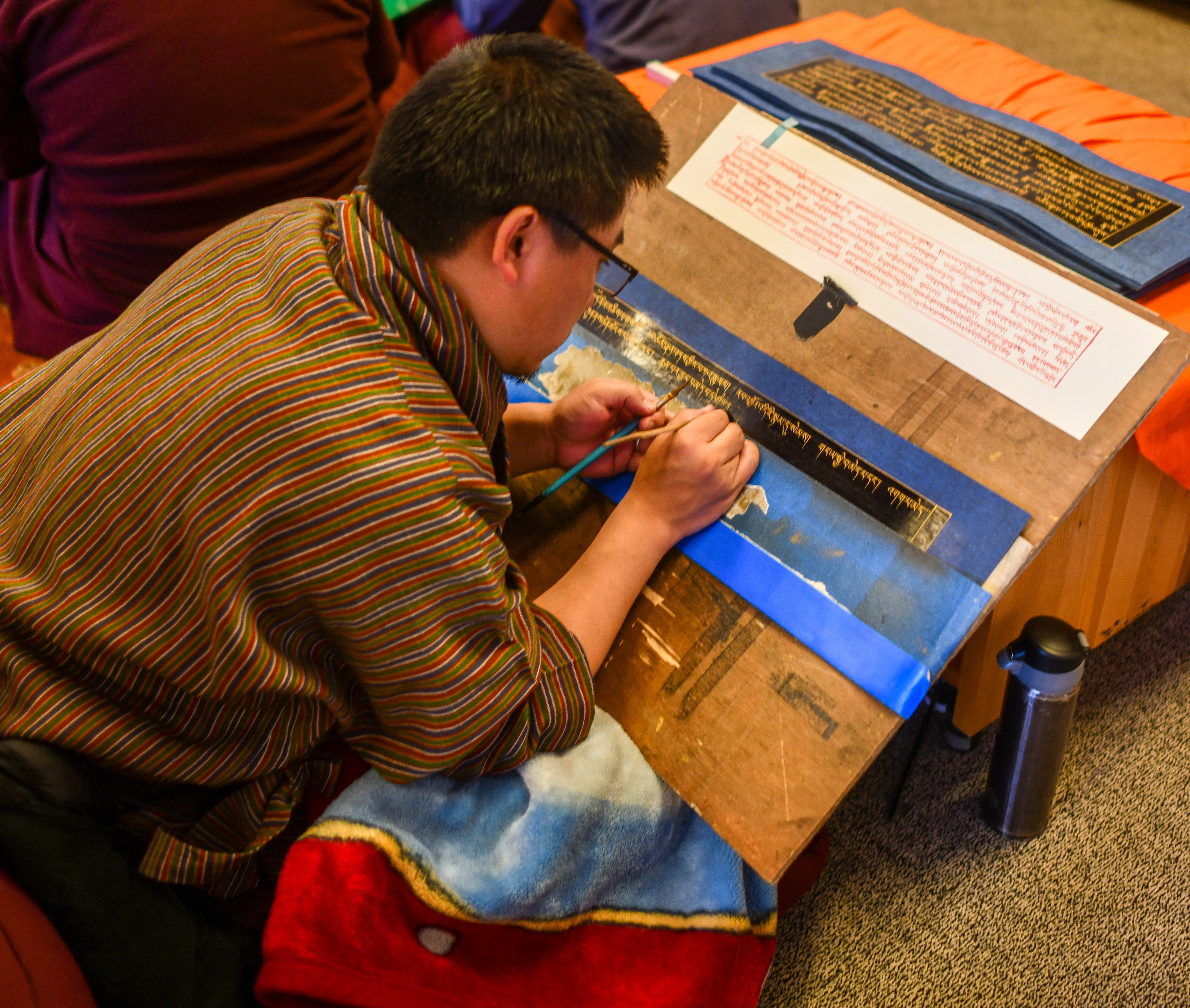
Chép kinh Kangyur bằng vàng tại Bhutan